# Phyllis viscosa
Phyllis viscosa là một loài thực vật có hoa trong họ Thiến thảo. Loài này được Webb ex H.Christ miêu tả khoa học đầu tiên năm 1887.